# Egloffstein
Egloffstein település Németországban, azon belül Bajorországban. Lakosainak száma 2103 fő (2023. december 31.). Egloffstein Gößweinstein, Gräfenberg és Leutenbach községekkel határos.

## Népesség
A település népessége az elmúlt években az alábbi módon változott:
| Lakosok száma | 705  | 894  | 826  | 1827 | 1981 | 2008 | 2033 | 2038 | 2099 | 2103 |
|               | 1875 | 1950 | 1975 | 1987 | 2012 | 2014 | 2016 | 2017 | 2021 | 2023 |